# UFC 252
UFC 252: Miocic vs. Cormier 3（ユーエフシー・ツーフィフティツー：ミオシッチ・バーサス・コーミエ・スリー）は、アメリカ合衆国の総合格闘技団体「UFC」の大会の一つ。2020年8月15日、ネバダ州ラスベガスのUFC APEXで開催された。

## 大会概要
本大会では、王者スティーペ・ミオシッチと挑戦者ダニエル・コーミエによるUFC世界ヘビー級タイトルマッチが組まれた。

## 試合結果

### アーリープレリム
第1試合 フェザー級 5分3R
○  カイ・カマカ vs.  トニー・ケリー ×
3R終了 判定3-0（29-28、29-28、29-28）
第2試合 ヘビー級 5分3R
○  クリス・ドーカス vs.  パーカー・ポーター ×
1R 4:28 TKO（右ストレート→右膝蹴り）

### プレリミナリーカード
第3試合 女子ストロー級 5分3R
○  リヴィア・ヘナタ・ソウザ vs.  アシュリー・ヨーダ ×
3R終了 判定3-0（29-28、29-28、30-27）
第4試合 146.5ポンド契約 5分3R
○  ダニエル・チャベス vs.  TJ・ブラウン ×
3R終了 判定3-0（29-28、29-28、29-28）
※ブラウンの体重超過によりフェザー級から変更
第5試合 女子ストロー級 5分3R
○  ビルナ・ジャンジロバ vs.  フェリス・ヘリッグ ×
1R 1:44 腕ひしぎ十字固め
第6試合 ライト級 5分3R
○  ヴィンス・ピシェル vs.  ジム・ミラー ×
3R終了 判定3-0（29-28、29-28、29-27）

### メインカード
第7試合 バンタム級 5分3R
○  メラブ・ドバリシビリ vs.  ジョン・ドッドソン ×
3R終了 判定3-0（30-27、30-27、30-27）
第8試合 149.5ポンド契約 5分3R
○  ダニエル・ピネダ vs.  ハーバート・バーンズ ×
2R 4:37 TKO（グラウンドの肘打ち）
※バーンズの体重超過によりフェザー級から変更
第9試合 ヘビー級 5分3R
○  ジャルジーニョ・ホーゼンストライク vs.  ジュニオール・ドス・サントス ×
2R 3:47 TKO（左フック→パウンド）
第10試合 バンタム級 5分3R
○  マルロン・ヴェラ vs.  ショーン・オマリー ×
1R 4:40 TKO（パウンド）
第11試合 UFC世界ヘビー級タイトルマッチ 5分5R
○  スティーペ・ミオシッチ vs.  ダニエル・コーミエ ×
5R終了 判定3-0（49-46、49-46、48-47）
※ミオシッチが王座の初防衛に成功。

### 各賞
ファイト・オブ・ザ・ナイト：カイ・カマカ vs. トニー・ケリー
パフォーマンス・オブ・ザ・ナイト：ダニエル・ピネダ、ビルナ・ジャンジロバ
各選手にはボーナスとして5万ドルが授与された。

### カード変更
負傷などによるカードの変更は以下の通り。